# Giuseppe Astore
Giuseppe Astore (San Giuliano di Puglia, 17 novembre 1942) è un politico italiano.

## Biografia
Di professione insegnante, inizia la propria attività politica con la Democrazia Cristiana, nelle cui file dal 1985 al 1990 è stato sindaco di San Giuliano di Puglia e dal 1990 al 1995 consigliere comunale. Dopo un primo tentativo fallito alle elezioni regionali del 1985, quando con 6.362 voti è il terzo dei non eletti nelle liste della DC, nel 1990 è eletto consigliere regionale del Molise con 9.949 preferenze nella provincia di Campobasso. Durante la consiliatura è stato segretario del Consiglio regionale dal 1990 al 1993, assessore alla Sanità da aprile a dicembre 1993 nella giunta di centrosinistra organico presieduta da Luigi Di Bartolomeo e vicepresidente del Consiglio regionale dal 1994 al 1995. 
Con la dissoluzione della DC nel 1994 aderisce al Partito Popolare Italiano, venendo rieletto consigliere regionale nel 1995 con 1.939 preferenze e nuovamente nel 2000 con 2.354 voti individuali. Passa poi all'Italia dei Valori, venendo eletto alla Camera dei Deputati alle elezioni politiche del 2006 nella circoscrizione Emilia-Romagna, dove subentra al capolista e leader del movimento Antonio Di Pietro. Due anni dopo è eletto invece al Senato nella circoscrizione Molise, dove è capolista. 
Il 9 novembre 2009 lascia l'Idv per aderire al Gruppo misto, al cui interno fonda la componente Partecipazione Democratica, di cui è l'unico rappresentante. Il motivo principe dell'abbandono del partito è da ricercarsi, come sottolineato in conferenza stampa, nella non condivisione della decisione di Antonio Di Pietro di aver accolto nel movimento vari avversari politici alle ultime consultazioni che hanno avversato il partito e sono stati anche sonoramente bocciati dall'elettorato. Dal 13 dicembre 2011 è Vice capogruppo vicario del Gruppo misto al Senato.
Per le elezioni regionali in Molise del 2011 Astore sostiene con la lista Costruire Democrazia il candidato del centrosinistra Paolo di Laura Frattura, che non viene eletto per una manciata di voti (46.15% contro il 46.94% del candidato del centrodestra e presidente uscente Michele Iorio). La lista consegue un buon risultato pari al 4.23%, con un consigliere eletto, Massimo Romano.
Non si ricandida alle elezioni politiche del 2013.